# Selenia pallimarginata
Selenia pallimarginata är en fjärilsart som beskrevs av Barend J. Lempke 1970. Selenia pallimarginata ingår i släktet Selenia och familjen mätare. Inga underarter finns listade i Catalogue of Life.